# 北京生命科學研究所

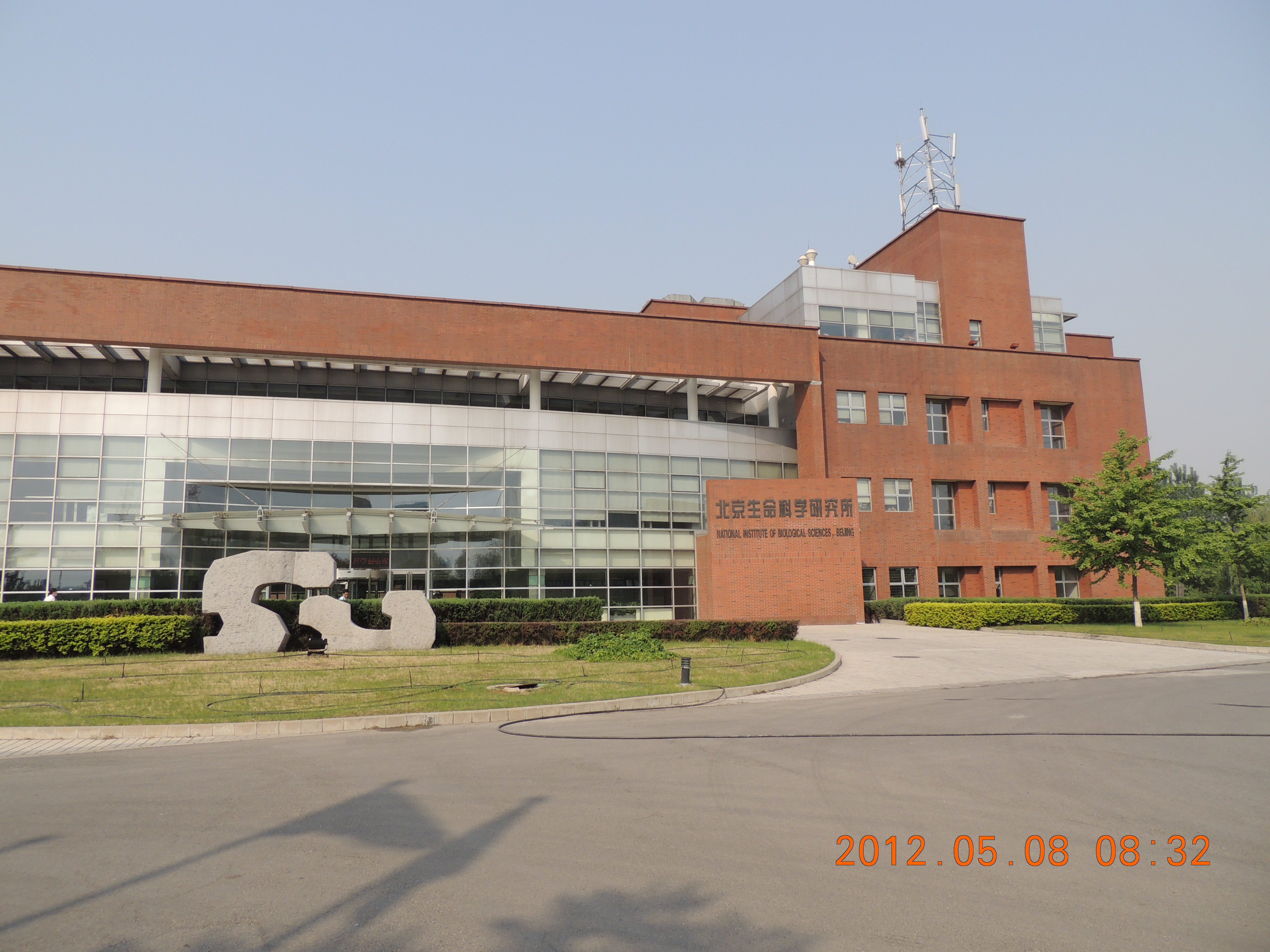
北京生命科学研究所

40°05′51″N 116°16′44″E / 40.097416°N 116.278864°E
北京生命科學研究所（英語：National Institute of Biological Sciences, Beijing，简称 NIBS），简称北生所，是中华人民共和国科学技术部在2005年主持創建的一個生命科學研究所，位於中華人民共和國北京市中關村的生命科學園。它是千人計劃的引進單位之一。

## 歷史
其設想最初出現在2001年，其最初目的是吸引海外留學人才回國進行相關領域的研究工作。2005年9月12日科技部與中央编办、国家发改委、教育部、卫生部、中国科学院、中国医学科学院、国家自然科学基金委员会等七個部门，加上北京市人民政府一起组建，12月正式掛牌。

## 外部連結
- 官方网站